# Boney M.
Boney M. is een van oorsprong Duitse discogroep die bijzonder succesvol was in de tweede helft van de jaren 1970.

## Geschiedenis

### Ontstaan
De naam Boney M. werd in februari 1975 gelanceerd door producer Frank Farian voor de promotie van een studioproject dat in eerste instantie niet gepromoot werd door een groep. Het was opgenomen in december 1974. Op de  hoes van de uitgebrachte single, Baby, do you wanna bump was ondanks de mannelijke zang slechts een getekende vrouw voor een Amerikaanse vlag te zien. In verband met slechts 500 verkochte exemplaren per week in Duitsland moest het toch door een groep vertolkt worden voor allicht wel succes. Dit gebeurde geheel geacteerd door enkele pre-groepen. In Duitsland zelf werd het uiteindelijk geen hit. Discogs toont dat het verspreid werd tot ver buiten Duitsland. o.a. in Turkije, Italië en The US. Voor zover na te gaan bereikte Baby Do you wanna bump in ieder geval de hitlijsten in Nederland (plaats 12 in de Nationale Hitparade) en België (plaats 8 in de Ultratop 50). 
De eerste tv-performance werd gedaan door drie leden van het bekende viertallige Boney M. De drie waren reeds leden van de tweede pre-groep. Het vierde lid van die tweede pre-groep, Claudja Barry, had de groep kort ervoor verlaten. Bij doorgang kreeg de groep voor de fans een volwaardiger image door twee zelf zingende leden, (semi) live zang tijdens sommige optredens in tv-shows met name in Duitsland en Spanje en via optredens met een zestienkoppige band. Voor overigen bleef echter voornamelijk het oude verhaal, zijnde een complete nepact hangen. 
Deze uiteindelijke en bekende samenstelling  bestond sinds de tweede hit, Daddy Cool, uit vier van oorsprong Caribische artiesten uit Engeland, Duitsland en Nederland: zangeressen Marcia Barrett (14 oktober 1948, Saint Catherine Parish, Jamaica) en Liz Mitchell, model Maizie Williams (25 maart 1951) en danser Bobby Farrell. 
Boney M. is bekend van de mix van Europese muziek en Amerikaanse soul en funk en het Caribische reggae, veelal voorzien van een disco-beat. De producer is blank en de uitvoerenden zijn van Afrikaanse afkomst. Daarbij hebben veel nummers een emancipatoire achtergrond, zoals No more chain gang van het album Oceans Of Fantasy. 
De groep dankt zijn naam aan hoofdpersonage Napoleon 'Boney' Bonaparte uit de gelijknamige Australische detectiveserie Bony (1971-1972), waar oprichter Farian destijds een groot liefhebber van was.
Tijdens de selectie van de toch benodigde performers voor meer succes van het door Frank Farian zelf ingezongen nummer Baby, do you wanna bump werd niet geselecteerd op zangkunst. Twee leden die konden zingen stapten uiteindelijk op maar zangeres Marcia Barrett bleef. Leden van de pre-Boney M.-groepen waren zangeressen Claudja Barry en Sheyla Bonnick, een eerdere danser waarvan alleen de voornaam van bekend is, "Mike",  model Maizie Williams, zangeres Marcia Barrett en showman Bobby Farrell waarvan laatstgenoemde drie dus ook uiteindelijk in de bekende line-up zaten van de succesperiode. Steeds een viertal, alleen toen een van de leden begin 1976 opstapte (uit de laatste pre groep), Claudja Barry, bestond de groep uit drie leden. Het toen nieuwe vierde lid, zangeres Liz Mitchell, was echter wel geselecteerd op basis van haar zangtalent.

 
Liz Mitchell, een voormalig lid van de Les Humphries Singers werd als leadzangeres aangenomen. Farian was onder de indruk van haar optreden, en dus werkte zij ook mee aan de opname van Boney M's eerste lp, Take The Heat Off Me. Ook het eerdere lid Marcia Barrett is hierop voluit te horen. 

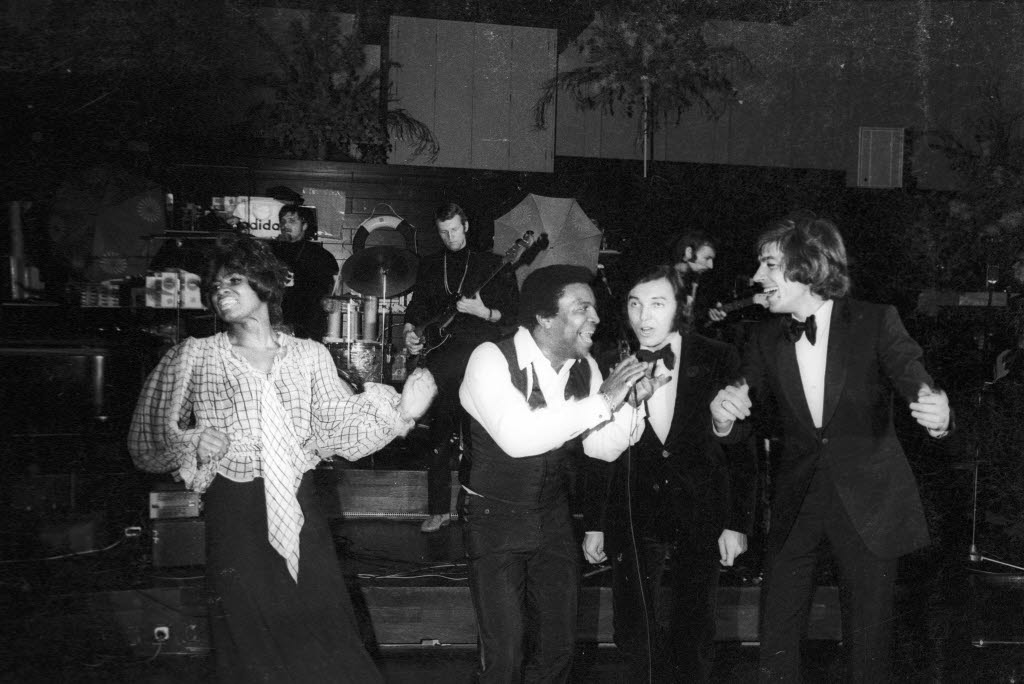
Marcia Barrett met de zangers Roberto Blanco, Karel Gott en Bata Illic in 1971 (van links naar rechts)

In de tijd dat Barrett begin jaren zeventig in de Duitse entertainmentwereld startte als danseres experimenteerde zij met zang en bleek dat goed genoeg te kunnen en zo een completere show neer te zetten. Ze zong nummers als Big Spender van Shirley Bassey maar toerde ook door Duitsland met gerenommeerde sterren als Karel Gott. In 1971 werd de single Could be Love uitgebracht.  
Haar Boney M.-hit is Belfast waar ze de leadzang van zong. Op de overige hits is ze vooral achtergrondzangeres. Op de elpees zijn nog wel nummers met leadzang van haar te vinden en sommige songs zijn zelfs als solosongs te zien. Het YouTube-kanaal Søren Jensen heeft een upload gemaakt met een compilatie van Barretts zang binnen Boney M.

### Internationale doorbraak via de single Daddy Cool
De reacties in Duitsland op het in eind juni 1976 uitgebrachte debuutalbum waren lauw. Toch bleef de groep intensief optreden in disco's, clubs en zelfs op jaarmarkten om een reputatie op te bouwen. De lp Take The Heat Off Me ging mede dankzij het grote succes van de single Daddy Cool beter verkopen en behaalde in Nederland een achtste plaats in de albumlijst. In o.a. Duitsland kwam de lp op nummer 1. Daar kwam Boney M. na een tv-optreden voor de ARD in eind zomer 1976, toen muziek- en televisieproducer Michael "Mike" Leckebusch van Radio Bremen de groep uitnodigde voor zijn programma Musikladen, in no time onder de aandacht bij het platen kopend publiek. De groep verscheen op 18 september met de al drie maanden op de markt zijnde single Daddy Cool in zijn live uitgezonden programma. Tegen het eind van de daaropvolgende week stond  het op nummer 1 in de Duitse hitlijsten en bleef daar twaalf weken staan. Het album ging door de opeens snelle naamsbekendheid ook goed verkopen. 
In Duitsland werd de ene nummer 1-hit na de andere behaald: na Daddy Cool (1976) ook Sunny (1976), Ma Baker (1977), Belfast (1977), Rivers of Babylon (1978), Rasputin (1978), Mary's boy child/Oh my Lord (1978) en El lute (1979). In Nederland bereikte ook Hooray! Hooray! It's a Holi-Holiday (1979) nummer 1. In België behaalden zeven singles de nr. 1 positie:  Daddy Cool (de tweede Boney M. single) tot en met de tiende single, Rasputin. Met uitzondering van de kersthit. Omdat diverse singles met een dubbele A kant werden uitgebracht of na verloop van tijd dubbel A-zijdig werden waren het in feite meerdere hits.
Het grote hitsucces begon in 1980 na de nog succesvolle single Gotta go home/El Lute uit1979 in meerdere landen af te nemen alhoewel het in dat jaar eerste uitgebrachte compilatiealbum, The magic of Boney M., het goed deed en zelfs in The UK de eerste plaats behaalde. In Europa werd in 1980 vooral nog redelijk succes geboekt in Duitsland, Oostenrijk, Zwitserland, Spanje en de Scandinavische landen maar al in 1981 waren er wereldwijd nog maar weinig grote successen en werden er slechts nog maar in een paar landen nummer 1-hits bereikt, o.a. in Spanje (waar het album Boonoonoonoos de status platina behaalde) en Zuid-Afrika. "Na hitjes" waren er tot half jaren tachtig waarvan in Nederland alleen Kalimba de luna nog noemenswaardig is als een oldie. Daarna kwam er nog succes met compilatie-albums mede in verband met de komst van de cd, megamixen en remix-materiaal. Boney M. behaalde 35 nummer 1-hits en verkocht zo'n 150 miljoen platen.

### Kritiek
Behalve het succes met Boney M. kreeg de oprichter van de groep, Frank Farian, te maken met veel kritiek in verband met bedrog en verdenking van plagiaat.
Veel nummers van Boney M. waren covers, vaak verpakt in een geheel nieuw jasje. Daarnaast waren meerdere nummers voorzien van bestaande melodieën maar werden de schrijvers daarvan niet vermeld. Het werd ontkend (Ma Baker bijvoorbeeld) of dusdanig gebruikt dat het net niet genoeg hetzelfde is (bijvoorbeeld He was a steppenwolf).  
Een enkele keer kwam het tot een rechtszaak. Zo zou Brown Girl in the Ring te veel gebaseerd zijn op een bewerkte versie uit 1975 van dat tientallen jaren oude Caribische kinderlied. Na jaren procederen werd een aangespannen juridisch proces beëindigd. Voor de versie van Rivers of Babylon moesten uiteindelijk extra namen vermeld worden. Geheel teruggaand is het gebaseerd op twee psalmen en daarom trok Farian de rechten naar zichzelf. Hij had het echter gebaseerd op een eerdere bewerkte versie van The Melodians uit 1969. Ze ontvingen van Farian een betaling voor dank maar gingen vanwege het enorme succes daar later niet mee akkoord. Twee extra namen moesten op komende uitgaven vermeld worden en dus streken ook de auteurs van The Melodians rechten op.
Uit de singellijst is Daddy Cool een van de weinige volledig originele nummers. Ook zijn er wat originele nummers op de elpees te vinden. Vaak zijn dat de nummers waarvan Farian geen (mede)componist is. Een voorbeeld daarvan is Never change lovers in the middle of the night dat zo goed werd bevonden door de Amerikaanse zangeres Millie Jackson dat ze er een cover van uitbracht, eens "the other way round" voor Boney M. dus. En met succes. Het bereikte nummer 33 van de Billboard R&B-lijst. De Boney M.-sound van de 1979-hit Gotta go home, een bewerkte cover van de Duitse hit Hallo Bimmelbahn van de groep Nighttrain uit 1973 waaraan overigens de originele componisten meewerkten, was jaren later opnieuw te horen in de 2010-hit Barbra Streisand van de Amerikaanse dance-act Duck Sauce. 
Maizie Williams en Bobby Farrell – het mannelijke gezicht van de groep – hadden weinig tot geen vocale inbreng bij de muziek van Boney M. Bijna alle mannelijke vocals, en nummers als Dancing in the streets en Bye bye bluebird, werden door Farian zelf ingezongen. Conflicten tussen Farrell en Farian waren het gevolg. In 1978 gaf Farian toe dat hij Farrell slechts had gekozen wegens diens persoonlijkheid en bijzondere dansstijl. Hij verklaarde toen al dat ieder lid in Boney M. vervangbaar was, behalve Liz Mitchell. De enige nummers waarop Bobby Farrell te horen is, zijn Don't Kill the world, Boonoonoonoos, een dubbel single uit 1981 en Happy Song (1984). Bobby zong echter wel echt tijdens concerten. Daar had Farian geen vocale inbreng bij.
De microfoon van Maizie Williams stond tijdens concerten uit. Dit werd opgevangen door een koortje bestaande uit drie dames, onder wie Jacynth Mitchell, de zus van Liz Mitchell. Sinds 1980 waren er ook extra studiozangeressen, onder wie de dames van Farians groep La Mama, voor met name achtergrondzang, maar op bijvoorbeeld het nummer In a Gadda da Vida verzorgen ze ook de leads. Oorspronkelijk was ook de hit Felicidad door La Mama ingezongen. De platenmaatschappij eiste echter herzang door Liz Mitchell. Op de hit Kalimba de Luna uit 1984 was Reggie Tsiboe als enige van de toenmalige bezetting te horen. Ook op Happy Song kwam de vrouwelijke zang van La Mama maar verzorgden wel Tsiboe en Farrell de mannelijke vocalen.

### Jaren 80: veranderingen, weer in de lift en einde van originele bezetting

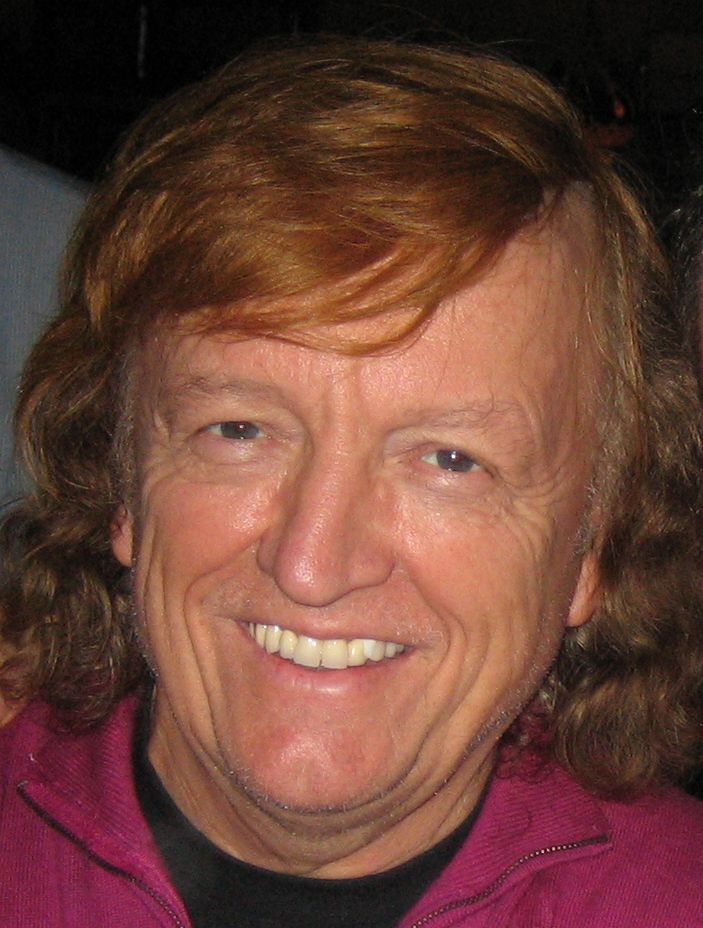
Frank Farian

Farrell werd in 1982 vervangen door Reggie Tsiboe. Reggie Tsiboe bleek een gedegen zanger en muzikant en had, in tegenstelling tot Farrell, een flinke vocale inbreng bij Boney M. vanaf 1982. De laatste grote Boney M.-hit, "Kalimba De Luna" uit 1984 is hier een voorbeeld van.  
Farrell begon zo goed als vruchteloos een solocarrière en kreeg ten slotte hulp van Farian die voor Farrell en Boney M. de hit Happy Song produceerde. Vanaf die hit was de groep geregeld als vijftal te zien en stond op de laatste Boney M.-elpee, Eye Dance (1985), Boney M. featuring Bobby Farrell. Ook produceerde Farian voor Farrell de solosingel  I see you / King of dancin'. In 1986 trok Farian de stekker eruit omdat hij Boney M. als een 10-jarig project had gepland. Het was feest en einde in één.
Onverwachts kwam de groep, echter zonder Tsiboe, in 1988 weer bij elkaar. Er kwamen twee remixalbums uit onder Boney M.greatest hits of all time waarvan de megamix de nummer 1-positie in Frankrijk bereikte. Liz Mitchell wilde echter na een mislukte poging in 1987 opnieuw proberen door te breken als solozangeres. Daarmee viel in 1989 het doek voor Boney M. in de originele bezetting voor altijd. 
Bobby Farrell vormde vervolgens met Marcia Barrett, Maizie Williams en Madeleine Davis van La Mama in 1989 kort een Boney M. zonder Liz Mitchell. De single "Everybody wants to dance like Josephine Baker" werd uitgebracht maar Frank Farian wist als houder van de naam Boney M. de distributie ervan te beëindigen.
Als reactie op de niet door hem geproduceerde maar wel onder Boney M. uitgebrachte single Everybody wants to dance like Josephine Baker stelde Farian kort in 1990 een Boney M. samen met Liz Mitchell en Reggie Tsiboe met twee toegevoegde zangeressen. De single Stories werd uitgebracht. Het behaalde positie 26 in Zwitserland  en het wist met positie 94 de onderste regionen in het Verenigd Koninkrijk te bereiken.

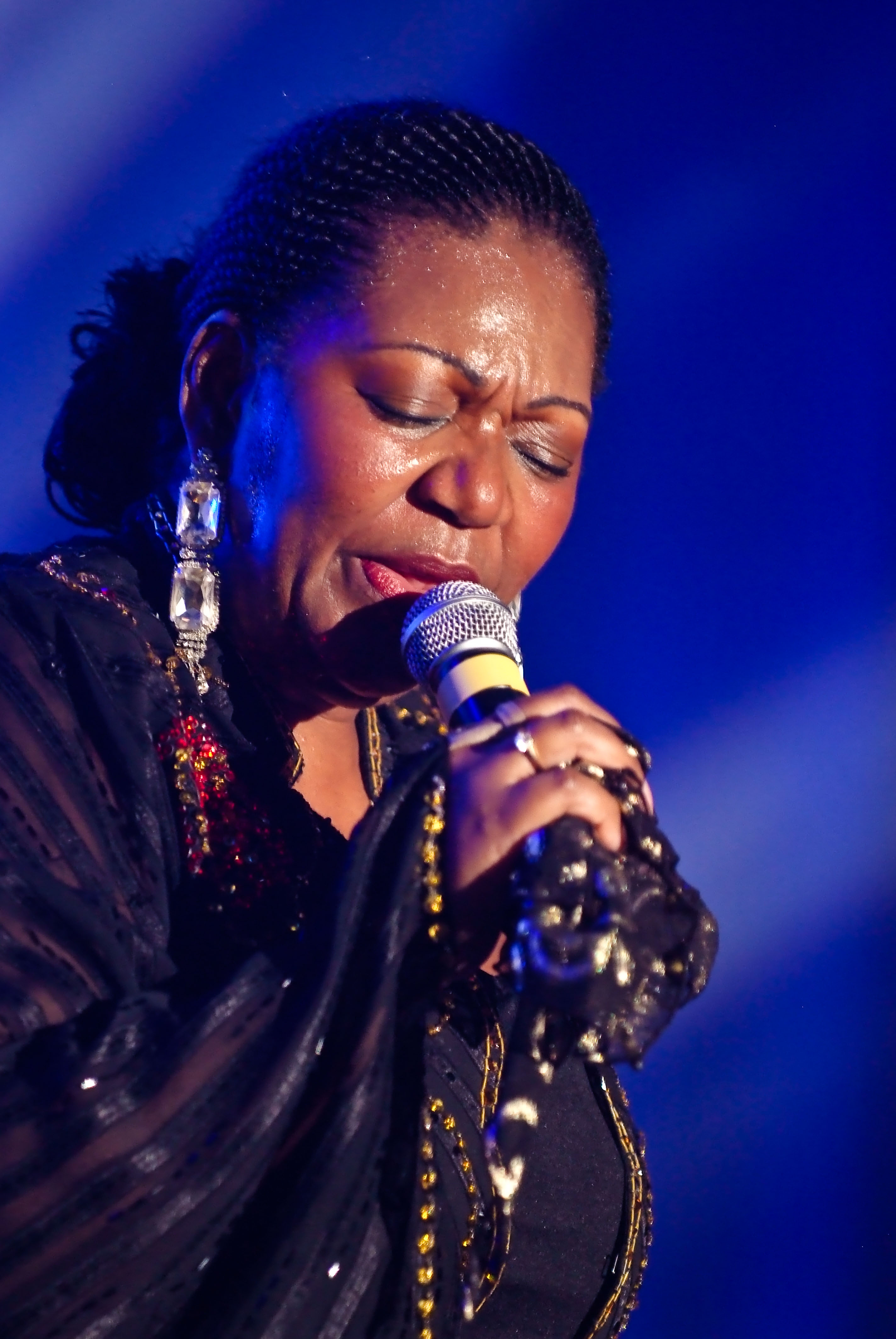
Liz Mitchell

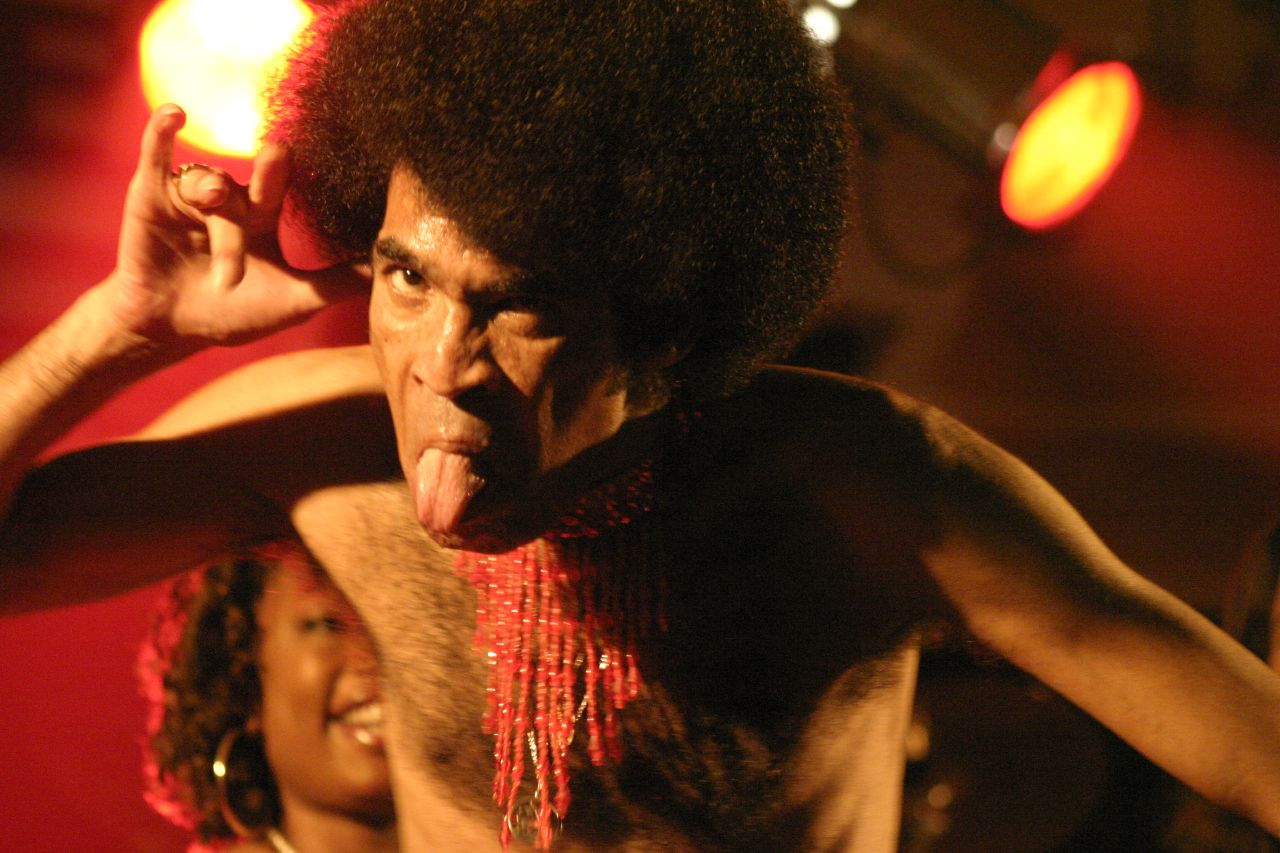
Bobby Farrell

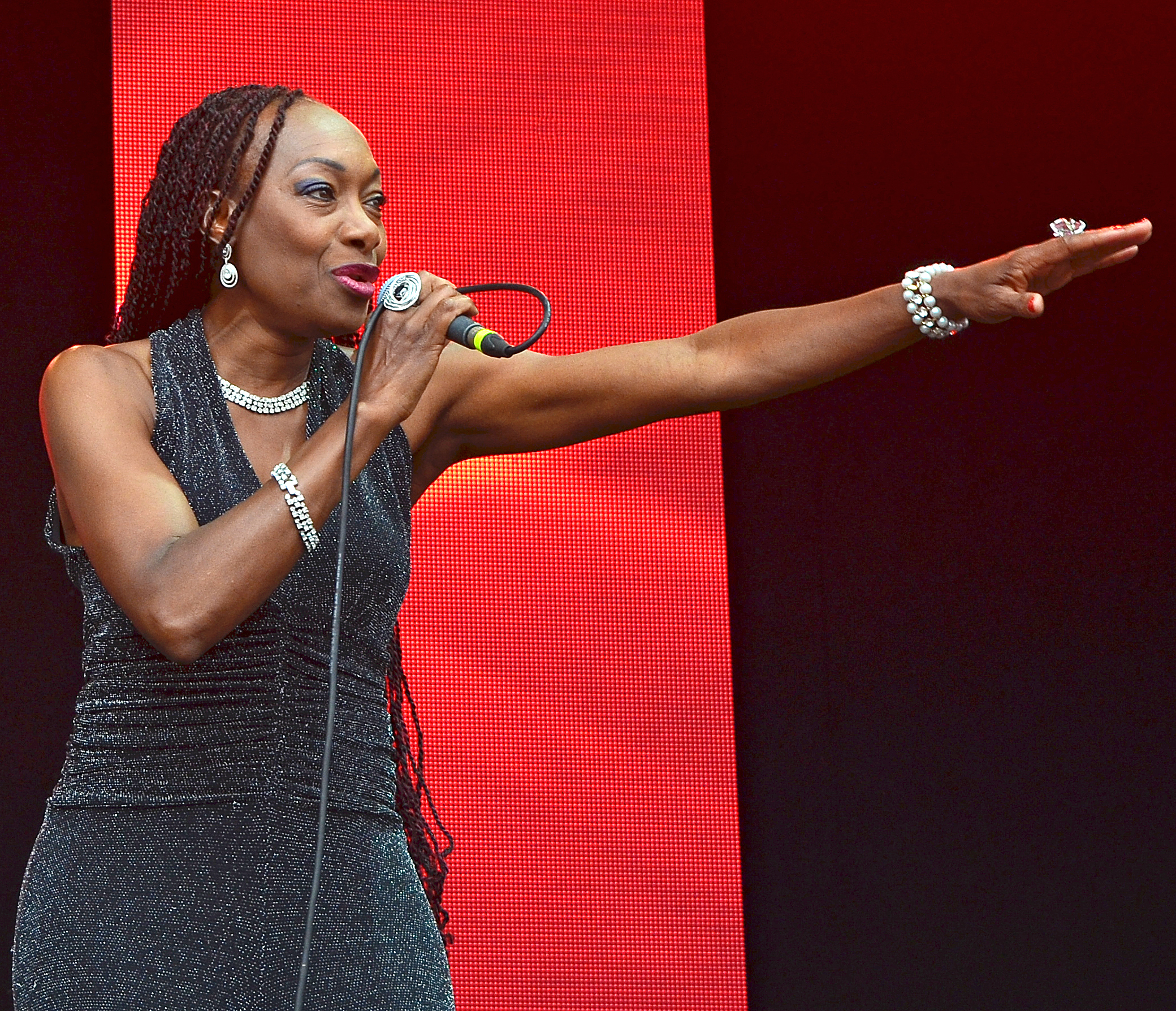
Maizie Williams

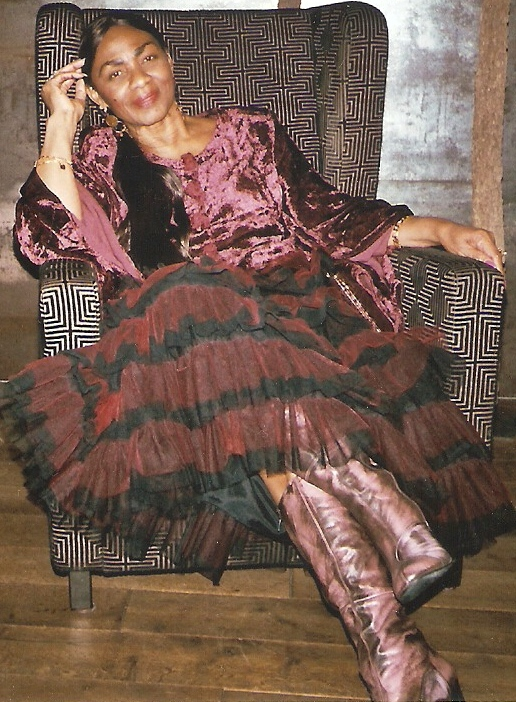
Marcia Barrett

## Succes, millionsellers in Engeland.
In 1977 had Boney M een grote hit met de single Ma Baker. In dit lied worden de legendarische lotgevallen van de beruchte Kate Barker en haar vier criminele zonen op dramatische wijze bezongen. De melodie is een door Hans Jörg Mayer (pseudoniem George Reyam) bewerkte cover van het populaire Tunesische folkloristische lied Sidi Mansour van Mohammed Hanesh uit 1975.
Rivers of Babylon, waarvan de tekst gedeeltelijk afkomstig is uit de Psalmen 19 en 137, werd de op een na best verkopende single aller tijden in Engeland in 1978, terwijl de tweede A-kant Brown Girl in the Ring veel werd gedraaid in radioprogramma's. Er werden daar rond de twee miljoen exemplaren van verkocht. In de Nationale Hitparade stond de single 11 weken op 1. Door de verkoop van 400.000 singles was het in 1978 de bestverkochte single van Nederland. Wereldwijd werden er meer dan 20 miljoen exemplaren verkocht, zei Farian in de Boney M.-special gemaakt door Pop Giants.
De groep had een tweede miljoenensucces in Engeland met hun versie van de calypso-klassieker Mary's boy child, oorspronkelijk van Harry Belafonte. Farian had het zelf gecomponeerde Oh my Lord aan dat gecoverde kerstnummer toegevoegd. Vele jaren stond Boney M. met de twee bovenstaande singles in de top10 van de meest verkochte singles in Engeland. Zo stond in 2002 Rivers of Babylon nog op plek 5 in die lijst en Mary's boy child op plek 10. In 2023 was Rivers of Babylon nog steeds present in die top 10  (plek 7)  maar stond Mary's Boys child inmiddels voor een aantal jaren net buiten die top 10. Het is de enige act die twee keer in de top 10 stond; iets wat zelfs The Beatles niet wisten te bereiken.
Boney M. werd, samen met ABBA, een van de weinige westerse bands die ook succes behaalden buiten Europa en de VS, met name in landen als India en Sri Lanka. Ook in bijvoorbeeld Mexico en Zuid-Afrika behaalde Boney M. de hoogste regionen. Vandaag de dag is Boney M. vooral in het Oostblok nog populair. In Europa, waar het grootste succes werd behaald, bereikte Boney M. in de Europarade die in Nederland werd uitgezonden door de TROS  met 6 singels de nummer 1-positie en stond daar totaal 43 weken op waarvan topper Rivers of Babylon maar liefst 13 weken. In het land van waaruit Boney M. opereerde, Duitsland, stond die hit nog langer op 1, zijnde 17 weken.
In 2021 bereikte een remix door d.j. Majestic van de hit Rasputin uit 1978 de hitlijsten in vele landen waarvan als topper de nummer 1-positie in Polen. In de VS waar Boney M. nooit een grote doorbraak kreeg (hoogste notering nummer 30 in Billboard Hot 100 met Rivers of Babylon) bereikte het nummer 11 in de Billboard Hot Dance/Electronic Songs en nummer 30 in het jaaroverzicht uit 2021 van die Billboard-categorie. Na jaren werden er nieuwe certificaties binnengehaald. De single werd goud in de VS en Duitsland. In Het Verenigd Koninkrijk en Australië werd het platina.

## Optredens na einde originele bezetting
De platenmaatschappij, Farian en Liz Mitchell kwamen in 1992 tot de conclusie dat er nog een publiek was voor Boney M.. En zo werd er niet alleen een klinkende megamix uitgebracht maar werd er ook een Boney M. gevormd met Liz Mitchell en drie nieuwe leden om het te performen in tv-shows. De originele promo video bestond echter uit oude beelden van het originele Boney M.

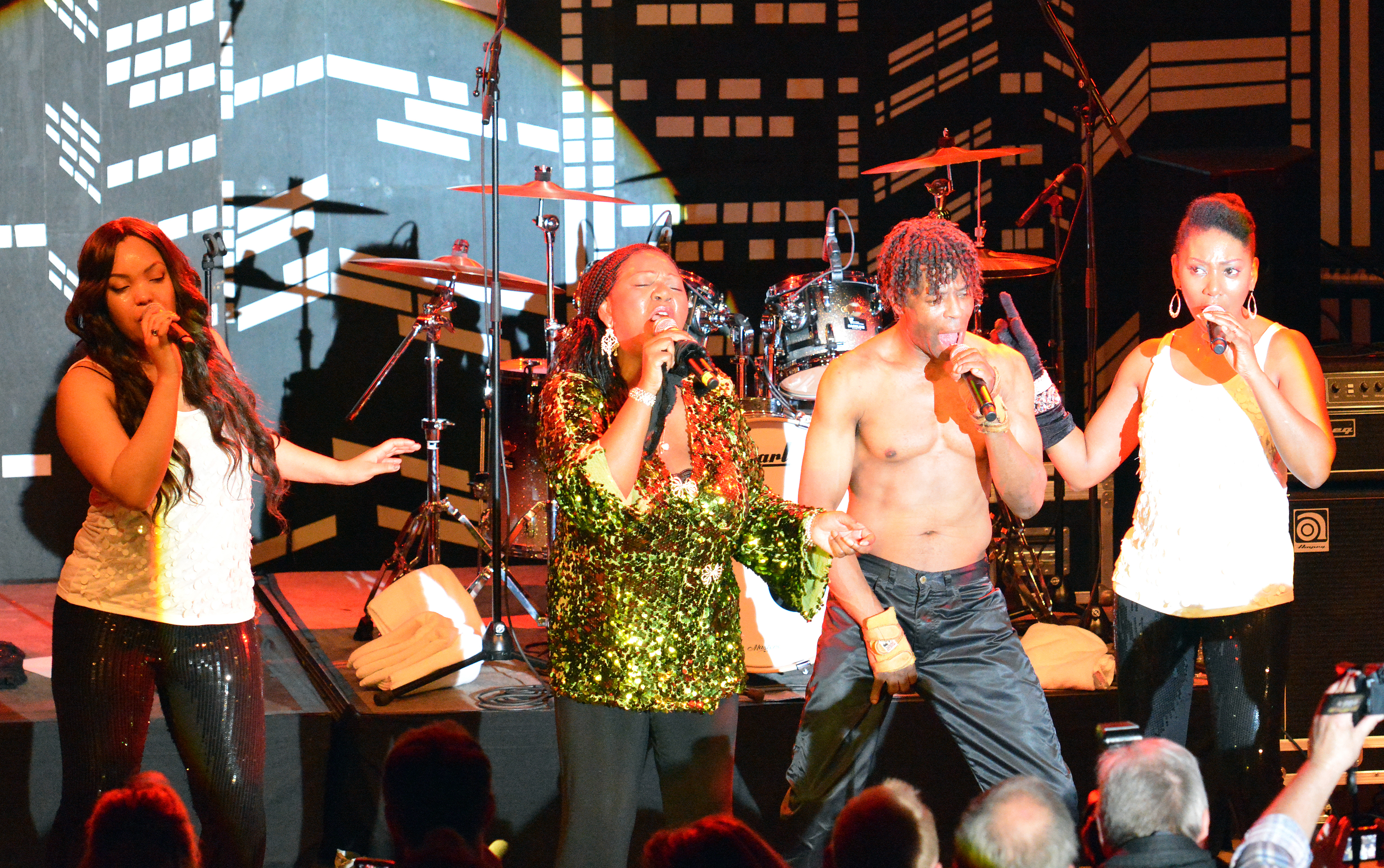
Boney M.featuring Liz Mitchell (2014)

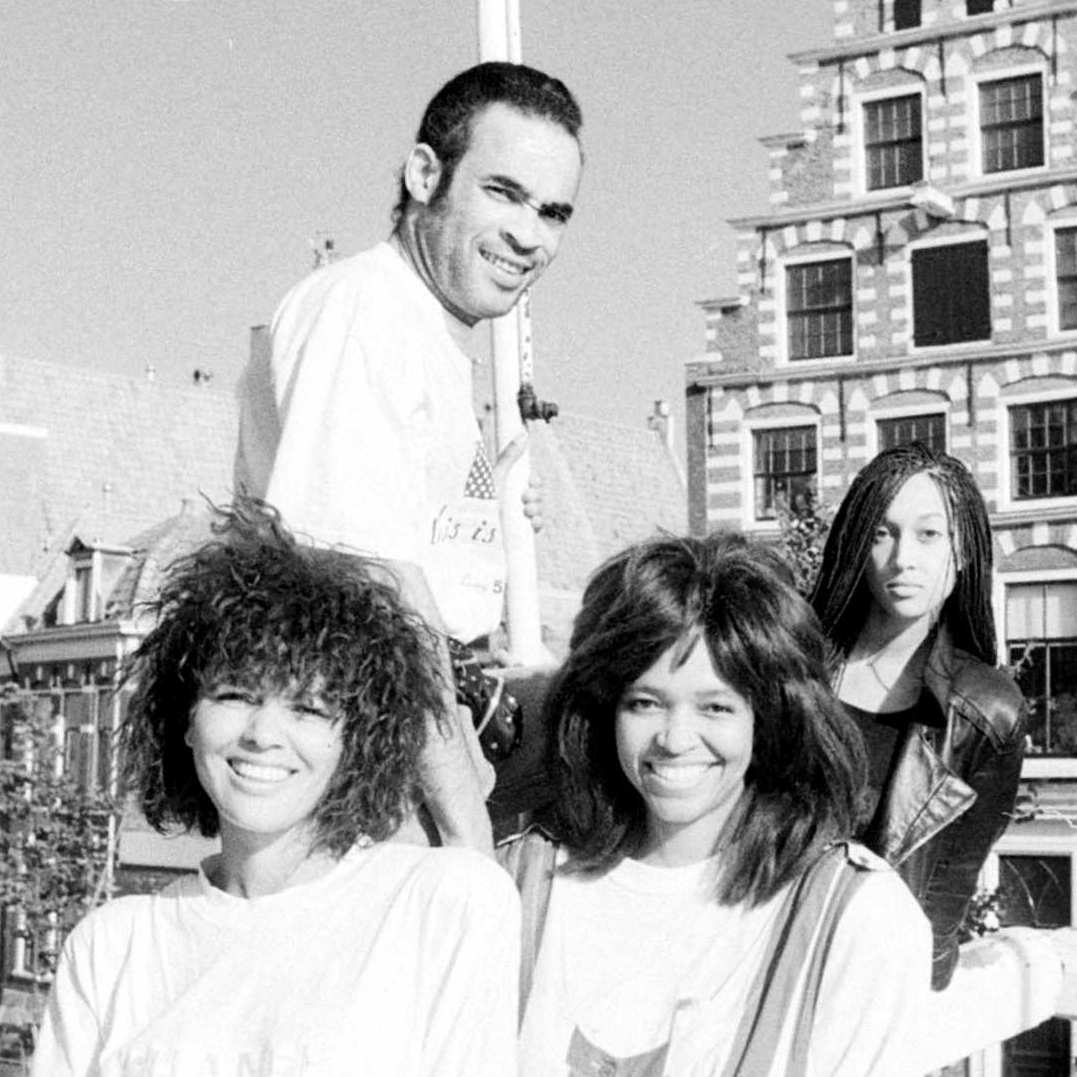
Boney M. featuring Bobby Farrell (fotosessie te Haarlem in 1991)

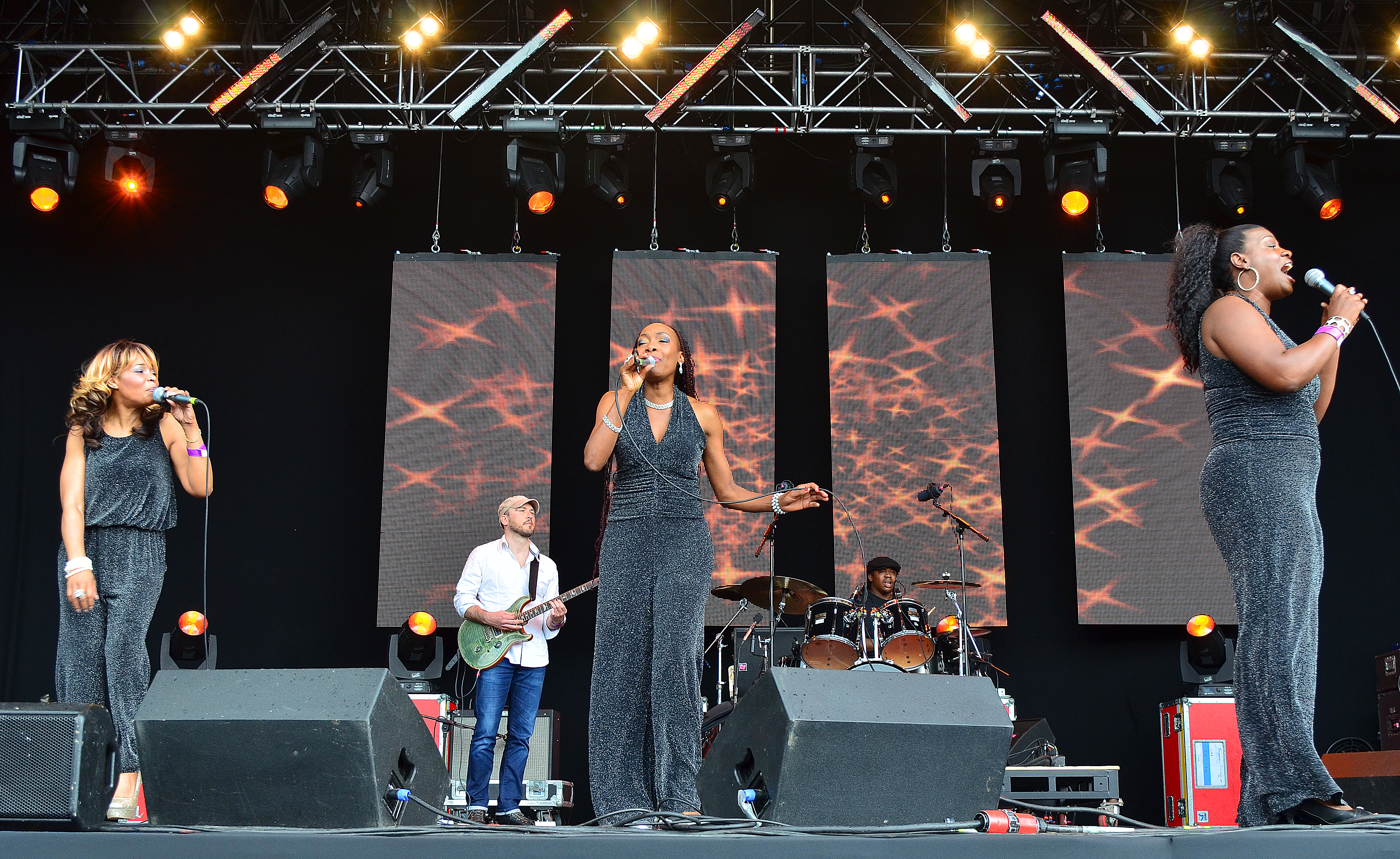
Boney M. featuring Maizie Williams at Lets Rock in Bristol (2014)

De megamix '92 had aardig succes en haalde de top 10 in Engeland. Ook de compilatie cd Boney M. Gold deed het goed en behaalde in Nederland goud. Een remix van Brown Girl in the Ring met toegevoegde rap had wat succes. Liz toerde ook met deze Boney M. Maar Farrell toerde ook al  met een eigen samengestelde Boney M.-groep. 
Half jaren negentig volgde Williams en in mindere mate vanwege afnemende kracht en herstelprocessen van kanker trad ook Barrett op met medewerking van haar man Marcus James die ooit bassist was in de groep van Eddy Grant. Hierbij mag worden aangemerkt dat de (wisselende) formatie met leadzangeres Liz Mitchell in eerste instantie als enige officiële erkend werd. Omwille van haar herkenbare stemgeluid en grootste vocale inbreng destijds in de groep, kreeg Liz Mitchell als enige van de voormalige leden de officiële machtiging van Frank Farian, die alle auteursrechten omtrent Boney M. bezit, om nog op te treden onder de naam Boney M. Als tegenprestatie bleef zij beschikbaar voor Frank Farian voor promotie van Boney M.-uitgaven en nieuwe Boney M.-opnamen, zoals in 1990 (Stories), 1993 (vier nieuwe tracks op de compilatie More Gold), 2005 (A Moment Of Love), 2015 (Song Of Joy) en voor drie nummers van het in 2017 onder Boney M. & friends uitgebrachte album World Music for Christmas. Farian kondigde laatstgenoemde album aan als laatste Boney M.-productie. Na 40 jaar toch nog 1 keer, waren zijn woorden. Dit bevestigt dat later werk, van "More Gold" met vier nieuwe nummers tot "Song of Joy", weinig succesvol was en niet meer in zijn geheugen zaten. 
"World Music for Christmas" haalde alleen de hitlijsten in Duitsland en Zwitserland en dan ook nog onderaan. Farian had in 2006 met tussenpozen tot 2017 nog wel succes met de musical Daddy Cool die startte in Londen en ook Nederland aandeed. Tijdens premières verschenen van de Boney M.-leden uitsluitend Mitchell, Barrett en Tsiboe, Dit omdat Farian het nog steeds niet kon verwerken dat Farrell en Williams met eigen Boney M.'s optraden. Voor Farian ontbrak de macht om het geven van optredens onder Boney M. door Farrell en Williams  te blokkeren en ontbreekt dat nu nog voor optredens van Williams. Op een gegeven moment waren de twee na rechterlijke uitspraak zelfs officieel gemachtigd om wereldwijd op te treden met eigen formaties onder de naam Boney M..

## Discografie

### Albums
(de 8 studioalbums en een selectie uit de vele verzamel- en remixalbums)
- Take the heat off me (1976)
- Love for Sale (1977)
- Nightflight to Venus (1978)
- Oceans of Fantasy (1979)
- The Magic Of Boney M.- 20 Golden hits (1980), verzamel album
- Boonoonoonoos (1981)
- Christmas album (1981)
- 10.000 Lightyears (1984)
- Kalimba de Luna,16 Happy Songs With Boney M. (1984), verzamel album
- Eye dance (1985)
- The Best Of 10 Years - 32 Superhits (1986), remix album
- Greatest Hits Of All Times - Remix 1988 (1988), remix album
- Greatest Hits Of All Times - Remix 1989 - volume II (1989), remix album
- Gold - 20 super hits (1993), verzamel album
- More Gold - 20 super hits volume II (1993), verzamel album met 4 nieuwe nummers
- 20th Century Hits (Boney M. 2000) (1999), remix album
- 25 jaar na 'Daddy Cool'- de grootste hits allertijden (2000), verzamel album
- World Music for Christmas (Boney M. feat. Liz Mitchell and Friends) (2017)

### Singles
(uitgebracht in Nederland)
- Baby do you wanna bump (1975)
- Daddy Cool (1976)
- Sunny (1976)
- Ma Baker (1977)
- Belfast (1977)
- Rivers of Babylon / Brown Girl in the Ring (1978)
- Rasputin / Painter man (1978)
- Mary's boy child, Oh my lord (1978)
- Hooray! Hooray! It's a holi-holiday (1979)
- El lute / Gotta go home (1979)
- I'm born again / Bahama mama (1979)
- I see a boat on the river (1980)
- Children of paradise (1980)
- Strange (1981)
- Malakai (1981)
- Little drummer boy / 6 years of Boney M. hits, Boney M. on 45 (1981)[47][48]
- We kill the world (Don't kill the world) (1981)
- Going back west / The carnaval is over (1982)
- Jambo - Hakuna Matata (no problems) (1983)
- Somewhere in the world (1984)
- Kalimba de luna (1984)
- Happy Song (Boney M. with Bobby Farrell & The school rebels) (1984)
- Young, Free and Single (1985)
- My Cherie Amour (1985)
- Daddy Cool - Anniversary recording '86 (1986)
- Megamix (1988)
- The summer megamix (1989)
- Everybody wants to dance like Josephine Baker, een niet Frank Farian produktie (1989)[28]
- Stories (1990)[49][29]
- Megamix (1992)
- Brown girl in the ring (remix '93) (1993)
- Ma Baker / Somebody scream (Boney M. vs Horny united) (1999)
- Rasputin (Majestic remix) (2021)

## Hitlijsten

### Albums
| Album met eventuele hitnotering(en) in de Nederlandse Album Top 100 | Datum van verschijnen | Datum van binnenkomst | Hoogste positie | Aantal weken | Opmerkingen                                   |
| ------------------------------------------------------------------- | --------------------- | --------------------- | --------------- | ------------ | --------------------------------------------- |
| Take the heat off me                                                | 1976                  | 13 november 1976      | 8               | 23           |                                               |
| Love for sale                                                       | 1977                  | 11 juni 1977          | 2               | 24           |                                               |
| Nightflight to Venus                                                | 1978                  | 1 juli 1978           | 2               | 25           | 1 (5 wk) in de Nationale Hitparade albumlijst |
| Oceans of fantasy                                                   | 1979                  | 22 september 1979     | 3               | 15           |                                               |
| The magic of Boney M                                                | 1980                  | 19 april 1980         | 4               | 15           | Verzamelalbum                                 |
| Boonoonoonoos                                                       | 1981                  | 7 november 1981       | 28              | 7            |                                               |
| Christmas album                                                     | 1981                  | 26 december 1981      | 33              | 3            |                                               |
| Gold - 20 super hits                                                | 1993                  | 30 januari 1993       | 2               | 35           | Verzamelalbum                                 |
| More Gold - 20 Superhits volume II                                  | 1993                  | 27 november 1993      | 85              | 3            | Verzamelalbum                                 |
| 25 jaar na 'Daddy Cool' - De grootste hits allertijden              | 2000                  | 14 oktober 2000       | 27              | 13           | Verzamelalbum                                 |

| Album met hitnotering(en) in de Vlaamse Ultratop 200 albums | Datum van verschijnen | Datum van binnenkomst | Hoogste positie | Aantal weken | Opmerkingen                       |
| ----------------------------------------------------------- | --------------------- | --------------------- | --------------- | ------------ | --------------------------------- |
| Greatest hits                                               | 4 februari 2002       | 16 februari 2002      | 7               | 5            | Verzamelalbum                     |
| Ultimate 2.0                                                | 18 februari 2011      | 5 maart 2011          | 14              | 14           | Verzamelalbum                     |
| Back to back                                                | 30 september 2011     | 22 oktober 2011       | 46(2wk)         | 7            | Verzamelalbum met Kool & The Gang |

### Singles
| Single met eventuele hitnotering(en) in de Nederlandse Top 40 | Datum van verschijnen | Datum van binnenkomst | Hoogste positie | Aantal weken | Opmerkingen                                                                      |
| ------------------------------------------------------------- | --------------------- | --------------------- | --------------- | ------------ | -------------------------------------------------------------------------------- |
| Baby do you wanna bump                                        | 1975                  | 27 december 1975      | 14              | 7            | Nr. 12 in de Single Top 100                                                      |
| Daddy cool                                                    | 1976                  | 25 september 1976     | 3 (4wk)         | 14           | Nr. 3 in de Single Top 100                                                       |
| Sunny                                                         | 1977                  | 1 januari 1977        | 1(1wk)          | 11           | Nr. 1 (2wk) in de Single Top 100 / Alarmschijf                                   |
| Ma Baker                                                      | 1977                  | 21 mei 1977           | 1(6wk)          | 15           | Nr. 1 in de Single Top 100 / Hit van het jaar 1977 / Alarmschijf                 |
| Belfast                                                       | 1977                  | 15 oktober 1977       | 3               | 11           | Nr. 3 in de Single Top 100 / Alarmschijf                                         |
| Rivers of Babylon / Brown girl in the ring                    | 1978                  | 15 april 1978         | 1(9wk)          | 19           | Nr. 1 (11 wk) in de Single Top 100 / Bestverkochte single van 1978 / Alarmschijf |
| Rasputin / Painter man                                        | 1978                  | 9 september 1978      | 8               | 9            | Nr. 5 in de Single Top 100                                                       |
| Mary's boy child / Oh my Lord                                 | 1978                  | 9 december 1978       | 3               | 7            | Nr. 2 in de Single Top 100                                                       |
| Hooray! Hooray! It's a holi-holiday                           | 1979                  | 7 april 1979          | 1(3wk)          | 11           | Nr. 1 in de Single Top 100                                                       |
| El lute / Gotta go home                                       | 1979                  | 4 augustus 1979       | 2               | 12           | Nr. 2 in de Single Top 100                                                       |
| I'm born again / Bahama mama                                  | 1979                  | 15 december 1979      | 11              | 7            | Nr. 7 in de Single Top 100                                                       |
| I see a boat on the river                                     | 1980                  | 3 mei 1980            | 7               | 8            | Nr. 4 in de Single Top 100                                                       |
| Children of paradise                                          | 1980                  | 8 november 1980       | 28              | 5            | Nr. 13 in de Single Top 100                                                      |
| Strange                                                       | 1981                  | -                     | -               | -            | Tip 5 in Avro's Toppop                                                           |
| Malaika                                                       | 1981                  | 25 juli 1981          | 20              | 6            | Nr. 14 in de Single Top 100                                                      |
| We kill the world (Don't kill the world)                      | 1981                  | 12 december 1981      | 25              | 5            | Nr. 13 in de Single Top 100                                                      |
| Kalimba de luna                                               | 1984                  | 27 oktober 1984       | 27              | 5            | Nr. 20 in de Single Top 100                                                      |
| Megamix                                                       | 1993                  | 6 februari 1993       | 13              | 6            | Nr. 12 in de Single Top 100                                                      |
| Brown girl in the ring (Remix)                                | 1993                  | 1 mei 1993            | tip4            | -            |                                                                                  |
| Ma Baker (Remix)                                              | 1999                  | 20 februari 1999      | 26              | 4            | met Sash! / Nr. 34 in de Single Top 100                                          |
| Ma Baker                                                      | 2011                  | -                     |                 |              | Nr. 76 in de Single Top 100                                                      |
| Rivers of Babylon                                             | 2011                  | -                     |                 |              | Nr. 70 in de Single Top 100                                                      |
| Daddy Cool                                                    | 2011                  | -                     |                 |              | Nr. 45 in de Single Top 100                                                      |
| Rasputin                                                      | 2021                  | 17 april 2021         | 5               | 13           | Alarmschijf / met Majestic / Nr. 7 in de Single Top 100                          |

| Single met hitnotering(en) in de Vlaamse Ultratop 50 | Datum van verschijnen | Datum van binnenkomst | Hoogste positie | Aantal weken | Opmerkingen                                                          |
| ---------------------------------------------------- | --------------------- | --------------------- | --------------- | ------------ | -------------------------------------------------------------------- |
| Baby do you wanna bump                               | 7 oktober 1975        | 17 januari 1976       | 8(2wk)          | 7            | Nr. 4 in de Radio 2 Top 30                                           |
| Daddy cool                                           | 5 oktober 1976        | 9 oktober 1976        | 1(4wk)          | 12           | Nr. 1 in de Radio 2 Top 30                                           |
| Sunny                                                | 22 november 1976      | 1 januari 1977        | 1(2wk)          | 12           | Nr. 1 in de Radio 2 Top 30                                           |
| Ma Baker                                             | 3 mei 1977            | 28 mei 1977           | 1(6wk)          | 15           | Nr. 1 in de Radio 2 Top 30                                           |
| Belfast                                              | 19 september 1977     | 8 oktober 1977        | 1               | 14           | Nr. 1 in de Radio 2 Top 30                                           |
| Rivers of Babylon / Brown girl in the ring           | 7 april 1978          | 15 april 1978         | 1(11wk)         | 17           | Nr. 1 in de Radio 2 Top 30                                           |
| Rasputin / Painter man                               | 28 augustus 1978      | 9 september 1978      | 1               | 14           | Nr. 2 in de Radio 2 Top 30                                           |
| Mary's boy child / Oh my lord                        | 27 november 1978      | 9 december 1978       | 4(3wk)          | 10           | Nr. 2 in de Radio 2 Top 30                                           |
| Hooray! Hooray! It's a holi-holiday                  | 26 maart 1979         | 7 april 1979          | 1               | 12           | Nr. 1 in de Radio 2 Top 30                                           |
| El lute / Gotta go home                              | 21 juli 1979          | 4 augustus 1979       | 2               | 12           | Nr. 2 in de Radio 2 Top 30                                           |
| I'm born again / Bahama mama                         | 16 november 1979      | 22 december 1979      | 16              | 7            | Nr. 13 in de Radio 2 Top 30                                          |
| I see a boat on the river                            | 11 april 1980         | 3 mei 1980            | 7(2wk)          | 9            | Nr. 10 in de Radio 2 Top 30                                          |
| Children of paradise                                 | 26 september 1980     | 25 oktober 1980       | 11              | 7            | Nr. 11 in de Radio 2 Top 30                                          |
| Malaika                                              | 22 mei 1981           | 8 augustus 1981       | 8               | 7            | Nr. 8 in de Radio 2 Top 30                                           |
| We kill the world (don't kill the world)             | 1 november 1981       | 21 november 1981      | 21              | 4            | Nr. 17 in de Radio 2 Top 30                                          |
| 6 years of Boney M. hits 'Boney M. on 45'            | 1 januari 1982        | 2 januari 1982        | 14              | 5            | Nr. 11 in de Radio 2 Top 30                                          |
| Kalimba de luna                                      | 6 juli 1984           | 6 oktober 1984        | 15              | 10           | Nr. 15 in de Radio 2 Top 30                                          |
| Happy song                                           | 23 november 1984      | 22 december 1984      | 29              | 4            | Met Bobby Farrell en The School-Rebels / Nr. 29 in de Radio 2 Top 30 |
| Megamix 1988                                         | 20 oktober 1988       | 6 mei 1989            | 11(2wk)         | 9            | Nr. 5 in de Radio 2 Top 30                                           |
| The summer megamix                                   | 14 mei 1989           | 26 augustus 1989      | 19              | 3            | Nr. #11 in de Radio 2 Top 30                                         |
| Mega mix                                             | 23 november 1992      | 27 februari 1993      | 41              | 4            |                                                                      |
| Brown girl in the ring (remix '93)                   | 22 april 1993         | 22 mei 1993           | 46              | 1            |                                                                      |
| Ma Baker                                             | 18 januari 1999       | 13 februari 1999      | 24              | 10           | met Sash! / Nr. 29 in de Radio 2 Top 30                              |
| Daddy cool '99                                       | 2 augustus 1999       | 14 augustus 1999      | Tip2            | -            | Als Boney M. 2000 met Mobi T.                                        |
| Rasputin                                             | 26 februari 2021      | 14 april 2021         | 2               | 27           | met Majestic / Nr. 4 in de Radio 2 Top 30                            |

### NPO Radio 2 Top 2000
| Nummers met noteringen in de NPO Radio 2 Top 2000 | '99  | '00  | '01  | '02  | '03  | '04  | '05  | '06  | '07  | '08  | '09  | '10  | '11  | '12  | '13  | '14  | '15 | '16  | '17  | '18  | '19  | '20  | '21  | '22  | '23  | '24  |
| ------------------------------------------------- | ---- | ---- | ---- | ---- | ---- | ---- | ---- | ---- | ---- | ---- | ---- | ---- | ---- | ---- | ---- | ---- | --- | ---- | ---- | ---- | ---- | ---- | ---- | ---- | ---- | ---- |
| Daddy Cool                                        | 1216 | 1369 | 1270 | 1907 | -    | 1541 | 1510 | 1999 | 1665 | 1769 | -    | 1783 | 1422 | 1403 | 1906 | -    | -   | -    | -    | -    | -    | 1915 | 1910 | -    | -    | -    |
| Ma Baker                                          | 723  | 746  | 934  | 1012 | 1798 | 1739 | 1470 | 1831 | 1509 | 1570 | -    | -    | -    | 1845 | -    | -    | -   | -    | -    | -    | -    | -    | -    | -    | -    | -    |
| Rasputin                                          | -    | -    | -    | 1716 | -    | -    | -    | -    | -    | -    | -    | -    | -    | -    | -    | -    | -   | -    | -    | -    | -    | -    | 964  | 1357 | 1553 | 1893 |
| Rivers of Babylon                                 | 381  | 207  | 445  | 564  | 732  | 440  | 533  | 615  | 502  | 529  | 1143 | 950  | 1030 | 1662 | 1483 | 1824 | -   | 1804 | 1776 | 1849 | 1619 | 1486 | 1562 | 1696 | 1726 | 1868 |
| Sunny                                             | 1236 | 1293 | 1156 | 1784 | 1848 | 1977 | -    | -    | -    | -    | -    | -    | -    | -    | -    | -    | -   | -    | -    | -    | -    | -    | -    | -    | -    | -    |

1. ↑  Een '-' betekent dat het nummer niet was genoteerd en een vetgedrukt getal geeft de hoogste notering van een nummer aan.